# Atlas (Coldplay)
Atlas is een single geschreven en opgenomen door de Britse band Coldplay als soundtrack voor de film The Hunger Games: Catching Fire.

## NPO Radio 2 Top 2000
| Nummer met noteringen in de NPO Radio 2 Top 2000 | '13  | '14 | '15  | '16  |
| ------------------------------------------------ | ---- | --- | ---- | ---- |
| Atlas                                            | 1464 | 763 | 1183 | 1942 |

1. ↑  Een vetgedrukt getal geeft de hoogste notering aan.
2. ↑  2013 was het eerste jaar met een notering voor dit nummer.
3. ↑  Deze tabel is bijgewerkt tot en met de laatste editie (2024).